# Mitrella melvilli
Mitrella melvilli is een slakkensoort uit de familie van de Columbellidae. De wetenschappelijke naam van de soort is voor het eerst geldig gepubliceerd in 1956 door Knudsen.